# Тетрасвинецпентастронций
Тетрасвинецпентастронций — бинарное неорганическое соединение
свинца и стронция
с формулой Sr5Pb4,
кристаллы.

## Получение
- Сплавление стехиометрических количеств чистых веществ:

{\displaystyle {\mathsf {4Pb+5Sr\ {\xrightarrow {943^{o}C}}\ Sr_{5}Pb_{4}}}}

## Физические свойства
Тетрасвинецпентастронций образует кристаллы
ромбической сингонии, пространственная группа P nma, параметры ячейки a = 0,848 нм, b = 1,727 нм, c = 0,901 нм, Z = 4,
структура типа пентасамарийтетрагерманий Ge4Sm5
.
Соединение образуется по перитектической реакции при температуре 943°C .